# Koraon
Koraon (hindi कोराँव) – miasto w północnych Indiach w stanie Uttar Pradesh, na Nizinie Hindustańskiej.
Populacja miasta w 2001 roku wynosiła 12137 mieszkańców.